# Sovjetunionens besættelse af de baltiske lande
Sovjetunionens besættelse af de baltiske lande er betegnelsen for den militære besættelse af Estland, Letland og Litauen, som Sovjetunionen gennemførte i sommeren 1940 inden for rammerne af Molotov-Ribbentrop-pagten, og som Sovjetunionen gentog i 1944 efter at have være fordrevet fra de baltiske lande af den tyske Wehrmacht i 1941. Besættelsen varede, indtil de tre lande igen opnåede deres uafhængighed i forbindelse med Sovjetunionens sammenbrud i 1991.
Da 2. verdenskrig brød ud i september 1939, var De baltiske landes skæbne allerede beseglet i Molotov-Ribbentrop-pagten og dens hemmelige protokollater i august 1939. Tabene under 2. verdenskrig i de baltiske lande var blandt de højeste i Europa. Estimater for tabene ligger på 25 % af befolkningen i Estland, 30 % i Letland og 15 % i Litauen. Antallet af døde ved krig og besættelse vurderes til 90.000 i Estland, 180.000 i Letland og 250.000 i Litauen. Disse tab medregner de sovjetiske deporteringer i 1941, de tyske deporteringer og ofre for Holocaust.
Ved revurderingen af Sovjetunionens historie, som blev indledt under perestroika-perioden i 1989, fordømte Sovjetunionen den hemmelige aftale fra 1939 mellem Nazityskland og Sovjetunionen selv, som førte til besættelsen af de tre lande. De baltiske landes kamp for uafhængighed sluttede i 1991, efter at de tre lande var trådt ud af Sovjetunionen, der blev opløst senere samme år. De sidste russiske tropper trak sig ud af de baltiske lande i august 1994.

## Før 1939
De fire lande ved Østersøen, Finland, Estland, Letland og Litauen – som tidligere var en del af det Russiske Kejserdømme – fik fastlagt deres grænser og uafhængighed efter Estlands, Letlands og Litauens uafhængighedskrig efter 1. Verdenskrig. Det skete i 1920.
I 1924 indgik de tre baltiske lande en gensidig forsvarspagt mod mulige aggressorer. Ti år senere afgav det stalinistiske Sovjetunionens et løfte om ikke at angribe de tre baltiske stater frem til 1944.

## De sovjetiske ultimatummer i 1939

### Starten på 2. Verdenskrig
- 1. september 1939, Tyskland invaderer Polen.
- 3. september, Storbritannien, Frankrig, Australien og New Zealand erklærer Tyskland krig.
- 10. september, Canada erklærer Tyskland krig
- 14. september, den polske ubåd ORP Orzeł når Tallinn i Estland
- 17. september, Sovjetunionen angriber Polen.
- 18. september, "Orzeł episoden": en polsk ubåd undslap fra internering i Tallinn og nåede til sidst til Storbritannien. Estlands neutralitet blev anfægtet af Sovjetunionen og Tyskland.

### Ultimatummer til Estland, Letland og Litauen
Den 24. september 1939 dukkede der krigsskibe fra den sovjetiske flåde op ud for estiske havne, og bombefly begyndte at flyve truende patruljer over Tallinn og de omkringliggende områder. Sovjetunionen krænkede herefter alle tre landes luftrum og fløj omfattende rekognosceringsflyvninger den 25. september. Moskva anmodede om, at de baltiske lande gav Sovjetunionen tilladelse til at bygge militærbaser og stationere tropper på deres jord.
Regeringen i Estland gik ind på ultimatummet og underskrev en aftale herom den 28. september 1939. Letland fulgte den 5. oktober 1939 og Litauen kort efter den 10. oktober 1939. Aftalerne gav Sovjetunionen lov til at etablere militærbaser på de baltiske landes område, så længe krigen varede i Europa og udstationere 25.000 sovjetiske soldater i Estland, 30.000 i Letland og 20.000 i Litauen fra oktober 1939.
I starten af 1939 havde militærdistriktet i Leningrad allerede tildelt 17 divisioner – omkring 10 % af den Røde Hær, til de baltiske lande. Mobiliseringerne fulgte kort efter. Den 8. arme blev sendt til Pskov den 14. september, og den mobiliserede 7. arme blev underlagt Leningrads militærdistrikt. Invasionsforberedelserne var nu ved at være afsluttet. Den 26. september fik militærdistriktet i Leningrad ordre: "Indled samling af tropper ved den estisk-lettiske grænse og vær færdig den 29." Ordren bemærkede "vedrørende tidspunktet for angrebets start vil der blive udsendt en særskilt ordre". I begyndelsen af oktober havde Sovjetunionen samlet følgende styrker ved grænserne til Estland-Letland:
- 437.325 soldater;
- 3.635 kanoner;
- 3.052 kampvogne;
- 421 pansrede køretøjer;
- 21.919 lastbiler.[17]

### Finland invaderes
Finland fik det samme tilbud om at indgå en pagt, men finnerne afviste det, og den 30. november 1939 invaderede Sovjetunionen Finland i Vinterkrigen. Nationernes Forbund vurderede, at invasionen var ulovlig, og ekskluderede Sovjetunionen den 14. december. Krigen blev bragt til afslutning den 13. marts 1940, da Sovjetunionen og Finland underskrev Fredstraktaten i Moskva. Selv om Finland havde undgået at blive besat, blev det alligevel tvunget til at afstå næsten hele finsk Karelen med en stor del af Finlands industri og Finlands næststørste by, Vyborg/Viipuri. Næsten 10 % af landområdet gik tabt, selv om en stor del af det stadig var på finske hænder ved våbenhvilen. Tropper og tilbageværende civile blev hastigt evakueret til områder bag den nye grænse. 422.000 karelere, 12 % af Finlands befolkning, mistede deres hjem. Finland måtte også afgive en del af området ved Salla, den finske del af Kalastajansaarento (Rybachi) halvøen i Barentshavet og øerne Suursaari, Tytärsaari, Lavansaari og Seiskari i den Finske bugt. Endelig blev Hangö halvøen udlejet til Sovjetunionen som flådebase i 30 år. I juni 1941 blev fjendtlighederne mellem Finland og Sovjetunionen genoptaget i Fortsættelseskrigen.

## Sovjetunionens invasion og besættelse, 1940–1941

### Sovjetunionens invasion
De sovjetiske tropper, der var udpeget til mulige militære operationer mod de baltiske lande, udgjorde 435.000 mand, omkring 8.000 kanoner og mortérer, over 3.000 kampvogne og over 500 panserbiler.
Den 3. juni 1940 blev alle sovjetiske styrker i de baltiske lande placeret under kommando af Aleksandr Loktionov.
den 9. juni blev direktiv nr. 02622ss/ov givet til den Røde Hærs militærdistrikt i Leningrad af Semyon Timoshenko om at være rede til den 12. juni til:
1. at overtage skibene i den estiske, lettiske og litauiske flåde i deres baser eller på havet.
2. at erobre Estlands og Letlands handelsflåde og andre skibe.
3. at forberede en invasion og landgang ved Tallinn og Paldiski.
4. at lukke Rigabugten og blokere Estlands og Letlands kyster til Østersøen og den Finske bugt.
5. at forhindre en evakuering af den estiske og den lettiske regering, militærstyrker og aktiver
6. at yde flådestøtte for en invasion ved Rakvere.
7. at forhindre estiske og lettiske fly i at lette mod Sverige eller Finland.[22]

Den 12. juni 1940 blev ordren til en fuldstændig militær blokade af Esland givet til den sovjetiske østersøflåde: ifølge direktøren for de russiske statsarkiver for flådeministeriet Pavel Petrov (C.Phil.) der henviser til dokumenterne i arkivet.
Den 13. juni kl. 10.40 begyndte de sovjetiske styrker at rykke frem til deres stillinger, og kl. 22 den 14. juni var de klar:
1. Fire undervandsbåde og et antal lette marineenheder tog opstilling i Østersøen ved Rigabugten og den Finske bugt for at isolere de baltiske lande fra havet.
2. En flådeeskadre med 3 destroyerdivisioner blev placeret vest for Naissaar for at støtte invasionen.
3. 1. marinebrigades 4 bataljoner på transportskibene "Sibir", "2nd Pjatiletka" og "Elton" gjorde klar til landgang ved Naissaare og Aegna;
4. Transportskibet "Dnestr" og destroyerne Storozevoi og Silnoi tog stilling med tropper til invasionen af hovedstaden Tallinn;
5. 50. bataljon blev placeret på skibe til en invasion i nærheden af Kunda. I flådeblokaden deltog i alt 120 sovjetiske skibe, herunder en krydser, syv destroyere og 17 ubåde. Hertil kom 219 fly heriblandt 8. luftbrigade med 84 bombefly: DB-3 og Tupolev SB samt 10. brigade med 62 fly.[25]

Den 14. juni trådte den sovjetiske militærblokade af Estland i kraft, mens verdens opmærksomhed var henledt på Paris' fald. To sovjetiske bombefly nedskød det finske passagerfly "Kaleva" der fløj fra Tallinn til Helsinki med tre diplomatsække fra den amerikanske legation i Tallinn, Riga og Helsinki. Den ansatte ved det amerikanske udenrigsministerium Henry W. Antheil, Jr. blev dræbt ved styrtet.
Den 15. juni invaderede Sovjetunionen Litauen, og sovjetiske tropper angreb de lettiske grænsevagter ved Masļenki.
De 16. juni 1940 invaderede Sovjetunionen Estland og Letland. Ifølge en samtidig artikel i Time var der i løbet af få dage omkring 500.000 soldater, som havde besat de tre lande – blot en uge inden Frankrigs kapitulation over for Nazityskland.
Molotov beskyldte de baltiske stater for at have konspireret mod Sovjetunionen og afleverede et ultimatum til alle de baltiske lande om etablering af sovjetisk-godkendte regeringer. Med trussel om invasion og beskyldninger mod de tre stater for at have overtrådt de oprindelige aftaler såvel som at have konspireret mod Sovjetunionen, fremlagde Moskva ultimatummer, som krævede nye indrømmelser, der omfattede udskiftning af regeringerne og tilladelse til et ubegrænset antal sovjetiske tropper i de tre lande. Hundredtusinder af sovjetiske tropper gik over grænserne ind i Estland, Letland og Litauen. Disse yderligere sovjetiske styrker oversteg langt hærene i de tre lande.
De baltiske regeringer havde besluttet, at i tilfælde af international isolation og under indtryk af den overvældende sovjetiske magt ved grænsen og inde i landene var det i deres egen interesse ikke aktivt at yde modstand og undgå blodsudgydelser i en krig, som ikke kunne vindes. Besættelsen af de baltiske lande blev afsluttet med et kommunistisk statskup i hvert af landene med støtte fra sovjetiske tropper.
Det meste af det estiske militær og den Estiske forsvarsliga overgav sig i overensstemmelse med ordrerne fra den estiske regering i troen på, at modstand var nytteløs, og de blev afvæbnet af den Røde Hær.  Kun den estiske signalbataljon, der var placeret i Tallinn på Rauagaden, gjorde modstand overfor den Røde Hær og den kommunistiske milits med navnet "Folkets selvforsvar" den 21. juni 1940. Mens den Røde Her fremskaffede yderligere forstærkninger, der blev støttet af 6 panserbiler, fortsatte slaget adskillige timer frem til solnedgang. Endelig sluttede den militære modstand med forhandlinger, og bataljonen overgav sig og blev afvæbnet. Der var to døde estiske soldater, Aleksei Männikus og Johannes Mandre foruden adskillige sårede på den estiske side. Der var omkring 10 døde og flere sårede på den sovjetiske. Den sovjetiske milits som deltog i slaget blev anført at Nikolai Stepulov.

### Sovjetisk terror
Undertrykkelsen fulgtes af massedeportationer. . Ordre nr. 001223, "Om proceduren for gennemførelse af deportering af antisovjetiske elementer fra Litauen, Letland og Estland", bestod af detaljerede instruktioner for procedurer og protokoller, der skulle overholdes ved deportering af borgere fra Baltikum.
Anført af Stalins nære medarbejdere, de lokale kommuniststøtter og de som blev medbragt fra Rusland tvang præsidenterne og regeringerne i de tre lande til at træde tilbage og udskiftede dem med provisoriske "folkeregeringer" udelukkende bestående af kommunister.
I den følgende måned blev der afholdt ufrie valg af de lokale kommunister, som var loyale overfor Sovjetunionen. Kun kommunister og deres allierede fik lov at stille op Valgresultaterne var rent opspind: Det sovjetiske pressebureau offentliggjorde dem for tidligt, med det resultat at de optrådte i en avis i London hele 24 timer, inden valgstederne lukkede. Resultatet blev, at alle tre baltiske lande fik kommunistiske flertal i deres parlamenter, og i august, selv om det før valget var blevet hævdet, at noget sådant ikke ville ske, blev de alle præsenteret for forslag om at anmode om optagelse i Sovjetunionen. I alle tre tilfælde blev forslagene vedtaget. Senere "accepterede" Sovjetunionen alle tre anmodninger og annekterede de tre lande formelt.
De, som ikke fik deres pas stemplet med, at de havde stemt rigtigt, blev dræbt med nakkeskud. Folketribunaler blev også etableret til at straffe "forrædere mod folket": de, som ikke havde opfyldt deres politiske pligt ved at stemme for deres lands optagelse i Sovjetunionen.
Straks efter "valgene" arresterede NKVD enheder under ledelse af Ivan Serov over 15.000 "fjendtlige elementer" og medlemmer af deres familier. I det første år af den sovjetiske besættelse, fra juni 1940 til juni 1941, var antallet af henrettede, udskrevne eller deporteret estimeret til mindst at udgøre 124.467: 59.732 i Estland, 34.250 i Letland og 30.485 i Litauen. Dette tal omfattede 8 tidligere statsoverhovedet og 38 ministre fra Estland, 3 tidligere statsoverhoveder og 15 ministre fra Letland, og den daværende præsident, 5 premierministre og 24 andre ministre fra Letland.
Den sidste storstilede operation var planlagt til natten mellem den 27. og 28. juni 1941. Den blev udsat, da krigen brød ud med Tyskland den 22. juni 1941 – Operation Barbarossa. Ifølge historikeren Robert Conquest fulgte den selektive deportering fra de baltiske stater en politik om at halshugge nationerne ved at fjerne deres politiske og sociale eliter, "som det senere blev klart var motivet bag Katynmassakren."
I juli og august 1940 afleverede estiske, lettiske og litauiske udsendinge i USA og Storbritannien officielle protester mod den sovjetiske besættelse og annektering af deres lande. De Forenede Stater,
i overensstemmelse med principperne i Stimson Doktrinen (Sumner Welles' deklaration af 23. juli 1940), og de fleste andre vestlige lande
aldrig formelt anerkendte annekteringen, men ikke greb direkte ind overfor den sovjetiske kontrol. De baltiske lande fortsatte deres eksistens i statsretlig forstand i overensstemmelse med international ret.
De diplomatiske repræsentationer og konsulater fra De baltiske lande fortsatte ved at fungere mellem 1940 – 1991 i nogle vestlige lande (USA, Australien, Schweiz).
Medlemmer af det estiske, lettiske og litauiske diplomatkorps i vestlige lande fortsatte med at formulere og udtrykke de officielle holdninger for Estland, Letland og Litauen og beskyttede deres respektive landes interesse og deres statsborgere mellem 1940–1991, dvs. indtil selvstændigheden blev genskabt.
Begivenhederne i de baltiske republikker var ikke isolerede. I Finland og på den skandinaviske halvø forlangte stormagterne ret til indrømmelser, som krænkede deres neutralitet og selvstændighed. Tyskland havde presset Sverige til at tillade transit af tropper og materiel mellem Norge og havnene i Sydsverige under kampene i Norge og opnåede disse rettigheder efter Norges fald. Straks efter begyndte Sovjetunionen at lægge pres på Finland for at få transitrettigheder mellem den sovjetiske grænse og Hangö-flådebasen, der var blevet oprettet efter bestemmelserne i Fredstraktaten i Moskva samt kontrol over den finske nikkelmine i Petsamo.
I august gav Finland transferrettigheder til tyske tropper, som rejste mellem Nordnorge og havnene i den Botniske bugt i et diplomatisk forsøg på at forbedre forbindelser med Nazityskland, som havde været på frysepunktet siden 1930'erne på grund af ideologiske uenigheder, der klart blev demonstreret, da Tyskland stillede sig på Sovjetunionens side i Vinterkrigen. Finland fik udbygget sine politiske kontakter med Tyskland, der blev set som det eneste mulige håb for at undgå en sovjetisk besættelse. I september nåede Finland og Sovjetunionen til enighed om en aftale om transitrettigheder til Hangö. Da den sovjetiske udenrigsminister, Vjatjeslav Molotov, i november 1940 anmodede om tysk accept og passiv støtte til en invasion af Finland, afslog Hitler det, da han anså Finland for at være en mulig politisk allieret ved den kommende invasion af Sovjetunionen. Forhandlingerne om Petsamo-minen blev trukket ud i måneder, indtil indirekte tysk støtte tillod finnerne at lade dem løbe ud i sandet.

## Tyskland besætter Baltikum, 1941-1944
Tyskland besatte de baltiske lande efter angrebet på Sovjetunionen i Operation Barbarossa. I begyndelsen anså de baltiske folk tyskerne for at være befriere fra sovjetisk styre. I Litauen brød der en revolte ud på krigens første dag, og der blev dannet en uafhængig, provisorisk regering. Da tyskerne nærmede sig Riga og Tallinn, blev der gjort forsøg på at genetablere nationale regeringer. Det var håbet, at tyskerne ville genskabe deres uafhængighed. Sådanne politiske håb forsvandt snart, og den baltiske samarbejdsvilje blev knap så udtalt eller forsvandt helt. En stigende andel af den lokale befolkning vendte sig mod, at tyskerne omdannede det meste af Baltikum (undtagen Memel, som blev returneret til Tyskland) samt Hviderusland til Reichskommissariat Ostland, en koloni hvor de fire nationaliteter blev regeret af en tysk administration. Hinrich Lohse, en tysk nazipolitiker, var Reichskommissar indtil den sovjetiske befrielse.
Den tyske politik i området var barsk og involverede ikke blot den lokale befolkning i Holocaust, men undertvang også de lokale befolkninger. En af de nazistiske planer om kolonisering af besatte områder i øst – omtalt som Generalplan Ost – gik ud på, at 2/3 af den indfødte befolkning i Baltikum skulle deporteres i tilfælde af en tysk sejr. Den resterende tredjedel skulle enten udryddes på stedet, bruges som slavearbejdere eller germaniseres, hvis de blev anset for tilstrækkelig ariske, mens hundredtusinder af tyske nybyggere skulle flyttes ind i de erobrede områder.
Mod slutningen af krigen, da det stod klart, at Tyskland ville tabe krigen, gik mange estere, letter og litauere igen sammen med nazisterne. De håbede, at ved at engagere sig i krigen kunne de sikre sig vestlig støtte til kampen for uafhængighed af Sovjetunionen.
I Letland blev der etableret et nationalistisk undergrundscentralråd for Letland den 13. august 1943. Et tilsvarende organ, Den øverste Komite for befrielse af Litauen, dukkede op den 25. november 1943. Den 23. marts 1944 blev undergrundsationalkomiteen for den estiske republik grundlagt. Da Estland blev indlemmet i den tyske provins Ostland, valgte tusinder af estere, der ikke ville stå på samme side som nazisterne, at gå ind i den finske hær for at kæmpe mod Sovjetunionen. Det finske 200. infanteriregiment bestod af estiske frivillige.
I januar 1944 var den fronten næsten presset tilbage til den tidligere estiske grænse. Narva blev rømmet. Jüri Uluots, den sidste legitime statsminister i republikken Estland, som nu var leder af Nationalkomiteen for den estiske republik holdt en tale i radioen, hvor han opfordrede alle raske mænd, som var født mellem 1904 og 1923 til at melde sig til militærtjeneste – hvilket var et politikskifte, da han tidligere havde været modstander af mobilisering. Opfordringen fik støtte over hele landet, og 38.000 mand meldte sig. Adskillige tusinde estere, som havde sluttet sig til den finske hær, kom tilbage til Estland og sluttede sig til det nyoprettede hjemmeværn, som skulle forsvare Estland mod sovjetiske angreb.
I 1943 og 1944 blev der opstillet to Waffen SS-divisioner med letter, fortrinsvis værnepligtige, som skulle kæmpe mod den Røde Hær. Slagene ved Narva- hvor også danske nazister i Waffen SS deltog – blev af det estiske folk opfattet som en kamp for at bevare deres land, en oprejsning for ydmygelsen i 1939. Det langvarige tyske besættelse ved den nordøstlige grænse forhindrede et hurtigt sovjetisk gennembrud ind i Estland, hvilket gav den estiske nationalkomite tilstrækkelig tid til at forsøge at genskabe estisk uafhængighed. Den 1. august 1944 erklærede den estiske nationalkomite sig for den øverste myndighed i Estland, og den 18. september udpegede det fungerende statsoverhoved Jüri Uluots en ny regering under Otto Tief. På radioen erklærede den estiske regering sig – på engelsk – for neutral i krigen. Regeringen udsendte to numre af et Statstidende. Den 21. september besatte de nationale styrker regeringsbygningerne i Tallinn og beordrede de tyske styrker ud. Det estiske flag blev hejst på den højeste mast i Tallinn, blot for at blive fjernet af de sovjetiske styrker fire dage senere. Estlands eksilregering holdt kontinuiteten i den estiske stat kørende indtil 1992, da Heinrich Mark, den sidste statsminister der fungerede som statsoverhoved, afleverede sine papirer til den nyvalgte præsident Lennart Meri. Letland og Litauen fortsatte i eksil baseret på deres ambassader i Storbritannien og USA.

### Holocaust

#### Estland
Ud af omkring 4.300 jøder før krigen var 963 blevet fanget i Estland ved det tyske fremstød. Mange jøder (ca. 500 personer) blev deporteret til Sibirien sammen med andre estere af de sovjetiske kommunister. Under den nazistiske besættelse blev ca. 10.000 jøder dræbt i Estland efter at være blevet deporteret til lejre dér fra andre dele af Østeuropa.
Der har været afholdt retssager mod 7 etniske estere (Ralf Gerrets, Ain-Ervin Mere, Jaan Viik, Juhan Jüriste, Karl Linnas, Aleksander Laak and Ervin Viks) for forbrydelser mod menneskeheden.
Efter at Estland genvandt sin uafhængighed, blev der nedsat en international, estisk kommission til undersøgelse af forbrydelser mod menneskeheden.

#### Letland
Det jødiske samfund havde allerede lidt hårdt under de sovjetiske massedeportationer og havde mistet mange af sine civile og politiske ledere. Deportationerne ramte det jødiske samfund forholdsvis hårdere end andre etniske grupper i Letland. Uden deres ledere var jøderne dårligt forberedt på at reagere mod den nazistiske trussel. Efter etableringen af det tyske styre begyndte arbejdet på at udrydde jøderne og sigøjnerne, og mange drab foregik i Rumbula Flyveplads. Drabene blev begået af Einsatzgruppe A, hær og marine i Liepāja, samt af lettiske kollaboratører, herunder 500-1.500 medlemmer af den berygtede Arājs Commando (som alene myrdede omkring 26.000 jøder) og de 2.000 eller flere lettiske medlemmer af SD. Ved udgangen af 1941 var næsten hele den jødiske befolkning dræbt eller interneret i dødslejre. Hertil kom, at 25.000 jøder var blevet deporteret fra Tyskland, Østrig og Tjekkiet, og af disse var omkring 20.000 blevet dræbt. Holocaust krævede omkring 85.000 ofre i Letland.

#### Litauen
Før Holocaust boede der 160.000 jøder i Litauen, og det var et af de største centre for jødisk teologi, filosofi og lærdom. Det stammede endda fra før Gaon af Vilna. I 1941 var antallet af jøder vokset med flygtninge fortrinsvis fra Polen, så der nu var omkring 250.000 jøder i landet.
Ved indledningen af Operation Barbarossa i juni 1941 genoprettede den litauiske undergrundsregering, der var dannet i 1940, i kort tid et uafhængigt Litauen ved en opstand, som faldt sammen med Tysklands invasion af Sovjetunionen, selv om nøglepersoner i opstanden var blevet arresteret af de sovjetiske myndigheder dagen før – og blev henrettet efter skueprocesser i Sovjetunionen. Da den tyske besættelse var gennemført, blev regeringen tvunget til at opløse sig selv kort efter.
I slutningen af juni begyndte dele af den tyske Einsatzgruppe A under Franz Walter Stahlecker at operere på litauisk område. Nogle steder søgte Stahleckers mænd at tilskynde til pogromer, såkaldte "Selbstreinigungsaktionen") mod den jødiske befolkningsgruppe. Stahleckers samlede rapport fra den 15. oktober 1941 udtrykte frustration over, hvordan man i starten stødte på uventede vanskeligheder ved dette. Alligevel kunne tyskerne sammen med frivillige litauiske hjælpestyrker, indlede storstilede nedskydninger af jøder. Ifølge tyske dokumenter blev der mellem den 25. og 26. juni 1941, "elimineret omkring 1.500 jøder af litauiske partisaner. Mange jødiske synagoger blev brændt af; i de følgende nætter blev yderligere 2.300 dræbt." Indtil november 1941 blev mange jøder dræbt på steder som Paneriai (Paneriai massakren). De overlevende 40.000 jøder blev samlet i Vilnius, Kaunas, Šiauliai og Švenčionys ghettoerne samt i koncentrationslejre, hvor mange døde af sult eller sygdom. I 1943 blev ghettoerne enten ødelagt af tyskerne eller konverteret til koncentrationslejre, og 5.000 jøder blev deporteret til udryddelseslejrene.
Under den første bølge af drab i 1941-1942 blev der også dræbt sigøjnere, påståede kommunistiske aktivister og mentalt handicappede. Hertil kom, at store grupper sovjetiske krigsfanger gik til grunde i tysk fangenskab som følge af systematisk vanrøgt fra de tyske myndigheders side.
Ved slutningen af krigen var kun 10–15 % af Litauens jøder i live, de fleste af dem ved at være undsluppet til det indre af Sovjetunionen under den tyske invasion i 1941. Omkring 95-97 % af de tilbageværende jøder i Litauen døde, hvilket var den højeste andel i hele Europa. Dette skyldtes i høj grad en aktiv medvirken fra litauere og samarbejde med den tyske besættelsesmagt på alle niveauer i samfundet. Jøderne blev i vide kredse anset for at have støttet det foregående sovjetstyre. De antijødiske følelser voksede derfor, da de antisovjetiske følelser i den litauiske befolkning kompletterede en allerede eksisterende traditionel antisemitisk.
En anden faktor, som havde betydning for, at så stor en andel af den jødiske befolkning døde i Litauen, sammenlignet med andre steder i Europa – såsom Danmark, Tyskland og Holland, var den relativt begrænsede assimilering af jøderne i Østeuropa.[kilde mangler]

## Sovjetisk genbesættelse, 1944-1991
Sovjetunionen besatte de baltiske lande som led i den Baltiske offensiv (1944), der var en både militær og politisk operation med det formål at slå de tyske tropper på flugt og "befri de sovjetiske folk i Baltikum". Den begyndte i sommeren og efteråret 1944 og varede indtil den tyske lettiske kapitulation i Kurlandlommen i maj 1945, og de blev gradvist opslugt af Sovjetunionen. Den 12. januar 1949 udstedte det sovjetiske ministerråd et dekret "om udstødelse og deportering" fra de baltiske lande af "nazister, alle kulakker og deres familier, familie til banditter og nationalister", og andre. Det er estimeret, at mere end 200.000 mennesker blev deporteret fra Baltikum fra 1940-1953. Hertil kom, at mindst 75.000 blev sendt til Gulag. 10 procent af hele den voksne befolkning i Baltikum blev deporteret eller sendt til arbejdslejre.
Efter 2. Verdenskrig, hvor en del af målet var en større grad af integration af de baltiske lande i Sovjetunionen, blev massedeportationerne bragt til ophør i de baltiske lande, men en politik, som tilskyndede sovjetisk immigration til Baltikum blev opretholdt.
I maj 1990, efter de dramatiske begivenheder i DDR og det øvrige Østeuropa, vedtog de Øverste Sovjetter i de baltiske lande en uafhængighedserklæring og ændrede deres forfatninger, så landenes egen lovgivning fik forrang for sovjetiske love. Kandidater fra folkefrontspartierne, som gik ind for løsrivelse, fik flertal i parlamenterne ved de demokratiske valg i 1990. Parlamenterne erklærede, at de havde til hensigt at genetablere fuld uafhængighed. De sovjetiske politiske og militære kræfter forsøgte uden held at vælte regeringerne. I 1991 erklærede De baltiske lande sig de facto uafhængige. International anerkendelse – herunder fra Sovjetunionen – fulgte snart efter. De Forenede Stater, som aldrig havde anerkendt den sovjetiske okkupation af de baltiske lande, genoptog de fulde diplomatiske forbindelser med de tre lande. Den danske regering var stærkt involveret i, at EU-landene også hurtigt anerkendte De Baltiske Landes suverænitet.

## Historiske overvejelser
I Nordeuropa varierede de mindre landes skæbne under 2. Verdenskrig betydeligt. Danmark og Norge blev besat af Tyskland. Sverige måtte gøre indrømmelser overfor Tyskland, men dygtigt diplomati og et troværdigt forsvar gjorde, at det kunne holde sig ude af krigen. Både Danmark og Norge genoptog den demokratiske styreform straks efter Tysklands kapitulation.
Estland, Letland og Litauen blev igen besat og annekteret af Sovjetunionen og fik først selvstændigheden tilbage næsten 50 år senere i kølvandet på det sovjetiske kup i 1991. Finland, som geografisk set var i en mindre heldig position end Sverige, måtte igennem to krige: Vinterkrigen og Fortsættelseskrigen med tab af landområder til følge. Landet måtte desuden tilpasse sin udenrigspolitik efter Sovjetunionen efter krigen – Finlandiseringen, men landet forblev trods alt en uafhængig markedsøkonomi og beholdt et demokratisk, politisk system efter 2. Verdenskrig.

### Anerkendelse af ikke-anerkendelse af besættelse og anneksion
Hovedparten af verdens lande afslog at anerkende annekteringen af de baltiske lande de jure og anerkendte kun de sovjetiske regeringer i de tre sovjetrepublikker de facto – eller slet ikke. Sådanne lande anerkendte estiske, lettiske og litauiske diplomater og konsuler, som fungerede på vegne af de tidligere regeringer. Disse aldrende diplomater og konsuler holdt ud i denne anormale situation, indtil de baltiske lande fik deres uafhængighed tilbage.

#### De jureikke-anerkendelse
Sovjetunionens besættelse af de baltiske lande blev ikke anerkendt de jure af følgende lande ifølge en opgørelse fra 8. august 1960: 
- Afghanistan – Ingen officielle forbindelser med baltiske repræsentanter. Ingen endelig afgørelse om ikke-anerkendelses politik.
- Australien – Halvofficielle forbindelser opretholdt med baltiske repræsentanter. Anerkendt de jure i 17 måneder mellem juli 1974 og december 1975 af Whitlam-regeringen.
- Canada – Halvofficielle forbindelser opretholdt med baltiske repræsentanter. De facto anerkendelse givet, de jure afvist [85]
- Belgien – Ingen endelig afgørelse om ikke-anerkendelsespolitik. Ingen officielle relationer til baltiske repræsentanter, hverken de jure eller de facto anerkendelse.[81]
- Brasilien – Forbindelser opretholdt med baltiske repræsentanter.
- Chile – Ingen diplomatiske forbindelser med Sovjetunionen.
- Kina – [86]
- Costa Rica – Ingen diplomatiske forbindelser med Sovjetunionen.
- Colombia – Nogle forbindelser opretholdt med baltiske repræsentanter. Ingen endelig afgørelse om ikke-anerkendelses politik.
- Cuba – Nogle forbindelser opretholdt med baltiske repræsentanter. Ingen endelig afgørelse om ikke-anerkendelses politik.
- Danmark – Nogle forbindelser opretholdt med baltiske repræsentanter. Ingen endelig afgørelse om ikke-anerkendelses politik.
- Dominica – Ingen diplomatiske forbindelser med Sovjetunionen.
- Ecuador – Ingen diplomatiske forbindelser med Sovjetunionen.
- Etiopien – Ingen officielle forbindelser. Ingen endelig afgørelse om ikke-anerkendelses politik.
- Tyskland – Anerkendelse af baltiske pas. Ingen endelig afgørelse om ikke-anerkendelses politik. Ingen de jure eller de facto anerkendelse givet.[81]
- Finland – Ingen officielle forbindelser. Ingen endelig afgørelse om ikke-anerkendelses politik.
- Frankrig – Fastholdt halvofficielle forbindelser. Ingen endelig afgørelse om ikke-anerkendelses politik.
- Island – ingen officielle diplomatiske forbindelser
- Grækenland – Ingen officielle forbindelser. Ingen endelig afgørelse om ikke-anerkendelses politik.
- Iran – Ingen officielle forbindelser med baltiske repræsentanter.
- Irland – Ingen officielle forbindelser. Ingen de jure eller de facto anerkendelse givet.[81]
- Italien – De facto anerkendelse givet.[81]
- Liberia – Ingen diplomatiske forbindelser med Sovjetunionen.
- Luxembourg – Ingen officielle forbindelser
- Mexico – Nogle forbindelser med baltiske repræsentanter. Ingen endelig afgørelse om ikke-anerkendelses politik.
- Holland – Visa de courtoisie tildelt baltiske repræsentanter i London. Ingen endelig afgørelse om ikke-anerkendelses politik.
- Nicaragua – Ingen diplomatiske forbindelser med Sovjetunionen.
- Norge – Ingen officielle forbindelser. Ingen endelig afgørelse om ikke-anerkendelses politik.
- Portugal – Ingen diplomatiske forbindelser med Sovjetunionen. Ingen de jure eller de facto anerkendelse givet.[81]
- Peru – Ingen diplomatiske forbindelser med Sovjetunionen.
- Paraguay – Ingen diplomatiske forbindelser med Sovjetunionen.
- Spanien – Fastholdt halvofficielle diplomatiske forbindelser. Havde ikke diplomatiske forbindelser med Sovjetunionen indtil 1977. Ingen de jure eller de facto anerkendelse givet.[81]
- Schweiz – Nogle forbindelser opretholdt. Værge for baltiske aktiver. Ingen endelig afgørelse om ikke-anerkendelses politik.
- Republikken Kina – Ingen diplomatiske forbindelser med Sovjetunionen.
- Tyrkiet – Ingen officielle forbindelser. Ingen endelig afgørelse om ikke-anerkendelses politik.
- Storbritannien – Opretholdt halvofficielle diplomatiske forbindelser. De facto anerkendelse givet.[81]
- USA – Opretholdt officielle diplomatiske forbindelser. Ingen de jure eller de facto anerkendelse givet.[81]
- Union of South Africa – Ingen officielle forbindelser
- Uruguay – Opretholdt officielle diplomatiske forbindelser
- Vatikanstaten – Opretholdt officielle diplomatiske forbindelser, ingen de jure eller de facto anerkendelse givet.[81]
- Venezuela – Ingen diplomatiske forbindelser med Sovjetunionen.

#### De jureanerkendelser
Regeringerne tildelte de jure anerkendelse af den sovjetiske besættelse og styre over de baltiske lande ifølge undersøgelsen fra 8. august 1960:
- Østrig – Indirekte de jure anerkendelse givet. Baltiske pas anerkendtes ikke
- Argentina – Indirekte de jure anerkendelse givet. Baltiske pas anerkendtes ikke
- Bolivia
- Japan
- Sverige — Sverige gav husly, mad, medicin og finansiel støtte til at genbosætte over 30.000 baltiske flygtninge. Sverige overdrog de baltiske ambassader til Sovjetunionen sammen med baltiske bankindeståender, der var bragt i sikkerhed i Sverige, og i 1946 deporteredes baltiske legionærer, som havde været indkaldt til tysk militærtjeneste[87]. Efter at de baltiske stater igen blev uafhængige, betalte Sverige 2.908 kg guld, som var deponeret af Estland, og 1.250 kg som var deponeret af Litauen tilbage (i 1992 havde det en værdi på $47,2 mio.)[88]

Tidligere de jure anerkendelser:
- Nazityskland — gav de jure anerkendelse den 10. januar 1941, da den tysk-sovjetiske traktat om fælles grænser blev indgået i Moskva.

### Hensigtsmæssigt i krigstid
Med præcedens i forhold til folkeretten i den tidligere fastlagte Stimson-doktrin, som anvendt på de baltiske lande i den amerikanske viceudenrigsminister Sumner Welles' deklaration af 23. juli 1940, udgjorde grundlaget for ikke-anerkendelse af Sovjetunionens indlemmelse af de baltiske lande med magt. Trods Welles' deklaration genoplevede balterne snart deres århundredlange rolle som brikker i stormagternes konflikter. Efter at have besøgt Moskva i vinteren 1941-1942 talte den britiske udenrigsminister Anthony Eden allerede for, at man skulle ofre de baltiske lande for at sikre sovjetisk samarbejde i krigen. Den britiske ambassadør i USA, Halifax, rapporterede: "Mr. Eden kan ikke løbe risikoen for at fjendtliggøre Stalin, og det britiske krigskabinet har ... enedes om at forhandle en traktat med Stalin, som vil anerkende Sovjetunionens grænser fra 1940." I 1943 havde Roosevelt også opgivet balterne og Østeuropa til Stalin. Under et møde med kardinal Spellman i New York den 3. september udtalte Roosevelt: "De europæiske folk må simpelthen udholde russisk dominans i håb om, at om ti eller tyve år kan de leve godt sammen med russerne." På et møde med Stalin i Teheran den 1. december sagde Roosevelt, "at han fuldt ud var klar over, at de tre baltiske lande tidligere og igen for nylig havde været en del af Rusland og tilføjede spøgende, at når de russiske arméer igen besatte disse områder, ville han ikke gå i krig med Sovjetunionen over dette spørgsmål". En måned senere henviste Roosevelt til Otto von Habsburg, og at han havde sagt til russerne, at de kunne overtage og styre Rumænien, Bulgarien, Bukovina, det østlige Polen, Litauen, Estland, Letland og Finland. Fremtiden var afgjort da Churchill den 9. oktober 1944 mødtes med Stalin i Moskva og skitserede efterkrigstidens Europa. Churchill sagde senere: "Det korte af det lange var, at jeg sagde: ' Vil det ikke synes temmelig kynisk, hvis det ser ud, som om vi havde set bort fra disse spørgsmål, så afgørende for millioner af mennesker på en så nonchalant måde? Lad os brænde dette papir.' — 'Nej behold det,' sagde Stalin." På Jaltakonferencen i februar 1945, som normalt beskrives som stedet, hvor fremtidens Europa blev fastlagt, blev Churchills og Roosevelts tidligere tilsagn til Stalin om ikke at blande sig i Sovjetunionens kontrol over Østeuropa stadfæstet.
Tre årtier senere blev ethvert håb i de baltiske lande om aktiv indgriben på deres vegne tilintetgjort, da De Forenede Stater, de europæiske lande og Sovjetunionen underskrev Helsingfors-erklæringen i 1975, som forpligtede parterne til at respektere de etablerede grænser og undgå brugen af begrebet demarkationslinjer i efterkrigstidens Europa. Lande som De Forenede Stater fortsatte med at fastholde ikke-anerkendelsen af den sovjetiske anneksion af De baltiske lande. Set i bakspejlet har de baltiske landes genvundne selvstændighed og grænser været set som en retfærdiggørelse af Helsingfors-erklæringen som en støtte til menneskerettigheder og selvbestemmelse. På dette tidspunkt, fra et sovjetisk synspunkt – et som deltes af baltiske aktivister, som havde ivret mod underskrivelsen – var Helsinki-aftalerne en klar sejr, som sikrede Sovjetunionen mod fremmed indblanding vedrørende alle Sovjetunionens grænseændringer efter krigen, inklusive Oder-Neisse grænsen og indlemmelsen af Moldova og de baltiske lande.

### Holdningen i Den russiske Føderation
Med fremkomsten af perestroika og dens revurdering af Sovjetunionens historie fordømte den øverste sovjet i 1989 den hemmelige aftale fra 1939 mellem Nazityskland og Sovjetunionens selv, som havde ført til deling af Østeuropa og invasion og besættelse af de tre baltiske lande.
Selv om man i den forbindelse ikke omtalte den sovjetiske tilstedeværelse i Baltikum som en besættelse, var det hvad den Russiske Føderede Socialistiske Sovjet Republik og Litauen bekræftede i en efterfølgende aftale midt under Sovjetunionens sammenbrud. Rusland erklærede i præampelen til aftalen af 29. juli 1991 Traktat mellem Russiske Føderede Socialistiske Sovjet Republik og Republikken Litauen om grundlaget for forholdet mellem de to stater, at Sovjetunionen måtte fjerne konsekvenserne af annekteringen i 1940, som krænkede Litauens suverænitet og anerkendte dermed, at Sovjetunionen havde besat Litauen.
Den fremherskende post-sovjetiske konsensus er, at Sovjetunionens besættelse af de baltiske lande var ulovlig, jf. erklæringer fra den europæiske menneskerettighedsdomstol,, EU og De Forenede Stater som støtter den officielle holdning fra de baltiske landes regeringer.
I mellemtiden er Ruslands aktuelle officielle holdning i direkte modstrid med den tidligere udsoning med Litauen. Den russiske regering og statslige embedsmænd fastholder, at den sovjetiske besættelse af Baltikum var lovlig, og at Sovjetunionen befriede landene fra nazisterne. De hævder, at sovjetiske tropper oprindelig gik ind i de baltiske lande i 1940, efter at der var indgået aftaler med og med billigelse fra regeringerne i de baltiske republikker. Deres synspunkt er, at Sovjetunionen ikke var i krigstilstand og ikke var involveret i krigshandlinger på de tre landes territorier, og derfor kan ordet besættelse ikke anvendes. "Udtalelserne om Sovjetunionens 'besættelse' og lignende påstande ser bort fra alle juridiske, historiske og politiske realiteter og derfor fuldstændig grundløse." – Det russiske udenrigsministerium.
Der er nu frygt blandt nogle historikere for, at Kreml støtter ultra-nationalismen og er i færd med en hvidvaskning af den sovjetiske fortid.

### Sovjetiske kilder inden Perestroika
Indtil revurderingen af Sovjets historie i Sovjetunionen, som begyndte under perestroika, inden Sovjetunionen havde fordømt den hemmelige protokol fra 1939 mellem Tyskland og den selv, som havde ført til invasion og besættelse af de tre baltiske lande.
Begivenhederne i 1939, ifølge de sovjetiske kilder fra før perestroika, var som følger: Regeringen i Sovjetunionen foreslog, at regeringerne i de baltiske lande skulle afslutte gensidige bistandstraktater mellem landene. Pres fra det arbejdende folk tvang regeringerne i de baltiske lande til at acceptere dette forslag. Traktaterne om gensidig bistand blev derpå underskrevet, hvilket tillod Sovjetunionen at udstationere et begrænset antal enheder fra den Røde Hær i de baltiske lande. Økonomiske vanskeligheder og utilfredshed i befolkningen med de baltiske regeringers politik, som havde saboteret opfyldelsen af pagten og de baltiske landes politiske orientering mod Nazityskland, førte til en revolutionær situation i juni 1940. For at sikre opfyldelsen af pagten blev yderligere enheder sendt til de baltiske lande, hvor de blev budt velkommen af arbejdere, som krævede, at de baltiske regeringer skulle træde tilbage. I juni, under ledelse af de kommunistiske partier, blev der afholdt politiske demonstrationer af arbejderne. De fascistiske regeringer blev væltet, og arbejderregeringer etableret. I juli 1940 blev der afholdt valg til de baltiske parlamenter. De "arbejdende folks unioner", etableret på initiativ af de kommunistiske partier, fik hovedparten af stemmerne. Parlamenterne vedtog deklarationer om genetablering af sovjetisk styre i de baltiske lande og udråbte Sovjetiske Socialistiske Republikker. Deklarationer om Estlands, Letlands og Litauens ønske om at indtræde i Sovjetunionen blev vedtaget og sendt til den Øverste Sovjet i Sovjetunionen. Anmodningerne blev godkendt af Sovjetunionens øverste sovjet.

### Traktater, som vedrørte forholdet mellem Sovjetunionen og de baltiske lande
Traktater i kraft mellem Sovjetunionen og de baltiske lande før 1940
Efter at de baltiske lande havde erklæret sig selvstændige efter underskrivelsen af våbenhvilen invaderede det bolsjevikiske Rusland i slutningen af 1918. Известия (Izvestia) skrev i sin udgave fra 25. december 1918: "Estland, Letland og Litauen er direkte på vej fra Rusland til Vesteuropa og er derfor en hindring for vore revolutioner ... Denne skillevæg må rives ned." Det bolsjevikiske Rusland fik imidlertid ikke kontrol over Baltikum, og i 1920 indgik det fredsaftaler med alle tre lande:

#### Fredstraktater
- Estland, Tartutraktaten 2. februar 1920[111]
- Litauen, Sovjetisk-litauiske traktat fra 1920 den 12. juli 1920[112]
- Letland, Riga-traktaten den 11. august 1920[113]

I disse traktater opgav det bolsjevikiske Rusland "i al evighed" alle suverænitetsrettigheder over disse tre folk og territorier, som tidligere tilhørte Rusland.

#### Ikke-angrebs pagter
Senere blev der på sovjetisk initiativ indgået yderligere ikke-angrebs-pagter med alle tre baltiske lande:
- Litauen, den 28. september 1926[116]
- Letland, den 6. februar 1932[117]
- Estland, den 4. maj 1932[118]

De underskrivende parter påtog sig at afstå fra aggressive handlinger mod hinanden og fra enhver voldshandling rettet mod modpartens territoriale integritet og ukrænkelighed eller politiske uafhængighed. Yderligere enedes de om at overdrage alle uenigheder uanset deres oprindelse, som ikke kunne løses ad diplomatiske vej til formel afgørelse i en fælles komite.

#### Kellogg-Briand-pagten og Litvinovs Pagt
Den 27. august 1928 blev Briand-Kellogg-pagten som afviste krig som et instrument i nationens politik, underskrevet af De Forenede Stater, Tyskland, Belgien, Frankrig, Storbritannien, Indien, Italien, Japan, Polen og Tjekkoslovakiet.
Efterfølgende underskrev Sovjetunionen en protokol, som bekræftede, at landet ville overholde betingelserne i pagten over for sine naboer: Estland, Letland, Polen og Rumænien den 9. februar 1929. (Se også Litvinovs Pagt). Litauen erklærede, at den ville opfylde pagten og protokollen kort tid senere, den 5. april 1929. Ved at underskrive enedes de omfattede lande om:
- at fordømme krig som en måde at løse konflikter på og afvise den som et politisk middel, og
- at alle konflikter og uenigheder skulle løse udelukkende ad fredelig vej.[121]

Med denne bekræftelse på at overholde disse protokoller (om end uden endnu at have underskrevet pagten) og tilhørende papirer blev Estland, Letland, Litauen og Sovjetunionen (opført som Rusland) underskrivere af Kellogg-Briand-pagten selv fra den dag, den trådte i kraft, den 24. juli 1929.

#### Konventionen om definition af aggression
Den 3. juli 1933 blev begrebet aggression for første gang i historien fastlagt i en bindende traktat, som blev under skrevet på den britiske ambassade i London af Sovjetunionen og blandt andre de baltiske lande.
Artikel II definerer former for aggression: Som aggressor skal betegnes enhver stat, som er den første, der har begået en af følgende handlinger:
- For det første – erklæret krig mod et andet land
- For det andet – foretaget invasion med væbnede styrker af et andet lands territorium, selv uden krigserklæring
- For det tredje – angreb med land-, flåde- eller luftstyrker, selv uden krigserklæring, på et andet lands fartøjer eller flyvemaskiner.
- For det fjerde – en flådeblokade mod kyster eller havne i et andet land.
- For det femte – støtte til bevæbnede bander, som er organiseret på dets territorium, og som har invaderet et andet lands område, eller afvisning, på trods af krav fra det angrebne land, om at træffe alle skridt på eget territorium til at frarøve banditter den fornævnte støtte eller beskyttelse.

Konventionen om definition af aggressionsartikel II fastslår derefter, at "intet politisk, militært, eller økonomisk hensyn kan være undskyldning eller begrundelse for aggression, som beskrevet i artikel II." Og selv om et tillæg til artikel III opremser mulige årsager til intervention i et naboland, fastslår den også, at "de høje kontraherende parter er ydermere enige om at anerkende, at denne konvention aldrig kan legitimere nogen overtrædelse af international ret, som kan afledes af omstændighederne i den ovenfor anførte liste."

#### Gensidige bistandspagter
Pagterne om gensidig bistand bekræftede de baltiske landes uafhængige rettigheder. Med den gensidige bistandspagt med Letland som eksempel, underskrevet den 5. oktober 1939, anføres i artikel V i pagten: "Gennemførelsen af denne pagt må på ingen måde svække de underskrivende parters suveræne rettigheder, mere specifikt med hensyn til deres politiske struktur, økonomi og sociale systemer og militære midler."

#### Traktater som Sovjetunionen underskrev mellem 1940 og 1945
Sovjetunionen tilsluttede sig Atlanterhavserklæringen af 14. august 1941 ved en resolution, der blev underskrevet i London den 24. september 1941. Erklæringen bekræftede:
- "For det første søger deres lande ingen udvidelse territorialt eller på anden vis.
- For det andet ønsker de ikke at se territoriale ændringer, som ikke er udtryk for de involverede befolkningers frit udtrykte ønsker.
- For det tredje vil de respektere alle folks ret til at vælge den regeringsform, hvorunder de ønsker at leve, og de ønsker at se de suveræne rettigheder og selvstyre genetableret for dem, som med magt er blevet frataget dem. ..."[127]

Meget vigtigt var det, at Stalin personligt bekræftede principperne i Atlanterhavserklæringen den 6. november 1941:
| Citat | Vi har ikke, og kan ikke have noget krigsmål, som går ud på at erobre fremmed territorium og underkastelse af fremmede folk, uanset om der er tale om folk og områder i Europa eller Asien ... Vi har ikke og kan ikke have som krigsmål at påtvinge vores vilje og styre på Slaverne eller andre trælbundne folk i Europa, som afventer vor hjælp. Vor hjælp består i at hjælpe disse folk i deres kamp for frihed fra Hitlers tyranni, og derefter stille dem fri til at regere deres egne lande som de ønsker. Ingen intervension overhovedet i andre landes interne anliggender. | Citat |
|       | |       |

Kort efter underskrev Sovjetunionen Erklæringen om de Forenede Nationer af 1. januar 1942, som igen bekræftede overholdelse af Atlanterhavserklæringen.
Sovjetunionen underskrev Jalta-aftalen om det befriede Europa af 4. – 11. februar 1945, hvori Stalin, Churchill og Roosevelt i fællesskab erklærede at gå ind for genskabe orden i Europa i overensstemmelse med principperne i Atlanterhavserklæringen "alle folkeslags ret til at vælge den regeringsform hvorunder de vil leve, genskabelse af suveræne rettigheder og selvstyre for de folk, som med magt har fået dem frataget af aggressor landene." Jalta-aftalen fastslår også, at "for at skabe betingelser hvor i de befriede befolkninger kan udøve disse rettigheder vil de tre regeringer gå sammen ... blandt andre for hvor det er nødvendigt at muliggøre afholdelsen af frie valg." 
Endelig underskrev Sovjetunionen De Forenede Nationers Pagt den 24. oktober 1945,
som i artikel I, stykke 2 fastslår at et af "formålene med de Forenede Nationer er at udvikle venlige forbindelser mellem landene baseret på respekt for princippet om lige rettigheder og folkenes selvbestemmelsesret."

## Tidslinje
- 23. august 1939 Molotov-Ribbentrop-pagten underskrives. Pagten placerer Estland, Letland, Finland og en del af Polen i Sovjetunionens interessesfære.
- 1. september 1939 Tyskland invaderer Polen, indledningen på 2. verdenskrig.
- 14. september 1939 Den polske ubåd Orzeł anløber Tallinn, besætningen interneres.
- 17. september 1939 Sovjetunionen invaderer Polen.
- 18. september 1939 Den polske ubåd Orzeł undslipper fra Tallinn og sejler til England.
- 22. september 1939 Den sovjetiske hær befrier den polsk besatte by Vilnius (polsk: Wilno).
- 24. september 1939 Sovjetunionen kræver gensidig bistandspagt og etablering af militærbaser i Estland, bruger Orzeł episoden som påskud.
- 28. september 1939 Molotov-Ribbentrop-pagten får løbende tilføjelser som følge af den tysk-sovjetiske grænse- og venskabstraktat. Det meste af Litauen falder ind under Sovjetunionens indflydelsessfære.
- 28. september 1939 Estland accepterer sovjetiske militærbaser.
- 2. oktober 1939 Sovjetunionen kræver gensidig bistandspagt og etablering af militærbaser i Letland.
- 5. oktober 1939 Letland accepterer sovjetiske baser.
- 5. oktober 1939 Sovjetunionen indleder forhandlinger med Finland om baser og udveksling af territorium.
- 10. oktober 1939 Litauen accepterer sovjetiske baser, Sovjetunionen overfører det befriede Vilnius-område til Litauen.
- 11. oktober 1939 NKVD udsteder Ordre No. 001223 om deporteringer af antisovjetiske elementer fra Estland, Letland og Litauen til Rusland.
- 18. oktober 1939 De første enheder fra den Røde Hær i Estland.
- 13. november 1939 Finland afviser sovjetiske krav.
- 30. november 1939 Sovjetunionen indleder Vinterkrigen mod Finland.
- 1. december 1939 Terijoki regeringen, Sovjetisk marionetregering etableres i den besatte grænseby nær Leningrad.
- 29. januar 1940 Soviet Union opgiver Terijoki regeringen.
- 13. marts 1940 Vinterkrigen slutter med Fredstraktaten i Moskva.
- 9. april 1940 Tyskland invaderer Danmark og Norge.
- 10. juni 1940 Efter omfattende norsk modstand får Nazityskland kontrol over Norge.
- 14. juni 1940 Paris falder.
- 14. juni 1940 Sovjetisk luft og flådeblokade af Estland indledes.
- 14. juni 1940 Sovjetiske luftvåben nedskyder finsk passagerfly mellem Tallinn og Helsinki.
- 14. juni 1940 Sovjetunionen stiller Litauen ultimatum om en ny regering og fri passage for den Røde Hær. Litauens diktator gennem 16 år, Antanas Smetona, prøver forgæves at samle støtte til militær modstand.
- 15. juni 1940 Sovjetunionen besætter Litauen. Smetona flygter via Nazityskland til Schweiz og derfra til USA (1941), hvor han dør den 9. januar 1944.
- 15. juni 1940 kl. 3.00 stormer og erobrer sovjetiske tropper de lettiske grænseposter Masļenkos (Maslenkis) og Smaiļi.
- 16. juni 1940 Tilsvarende ultimatummer gives til Estland og Letland.
- 16. juni 1940 Litauens statsminister Antanas Merkys fjerner Antanas Smetona, som var flygtet, fra posten som præsident, og overtager posten.
- 17. juni 1940 Estland og Letland giver efter for de sovjetiske krav og bliver besat.
- 17. juni 1940 Litauens premierminister Antanas Merkys udnævner Justas Paleckis til ny statsminister, træder tilbage og bliver fængslet.
- 18. juni 1940 Sverige og Tyskland underskriver en traktat som tillader overførsel af tyske tropper fra Norge gennem svensk område.
- 19. juni 1940 Demonstration i Vilnius til støtte for den Røde Hær.
- 20. juni 1940 En ny lettisk regering med Moskvastøttede ministre udnævnes.
- 21. juni 1940 En ny estisk regering bestående af venstreorienterede aktivister dannes.
- 21. juni 1940 Sovjetunionen arrangerer en række demonstrationer med støtte fra den Røde Hær i flere byer i Estland.
- 22. juni 1940 Frankrig kapitulerer til Nazityskland.
- 8. juli 1940 Sverige og Tyskland underskriver en traktat som tillader overførsel af tysk krigsmateriel mellem Norge og havne i Sydsverige.
- 11. juli 1940 Det baltiske militærdistrikt etableres i Riga af Sovjetunionen, på territorium som teoretisk tilhører uafhængige stater.
- 14. juli 1940 – 15. juli 1940 Valg i Estland, Letland og Litauen, hvor ikkekommunistiske kandidater bliver udelukket.
- 17. juli 1940 Den fungerende præsident i Letland, Antanas Merkys, sættes i fængsel og deporteres til Saratov i Sovjetunionen.
- 21. juli 1940 – 23. juli 1940 Nyt estisk parlament omdanner Estland efter sovjetisk forbillede.
- 21. juli 1940 Nyt lettisk parlament godkender vidtgående nationaliseringer og dekreter om sovjetificering.
- 22. juli 1940 Letlands præsident Kārlis Ulmanis bliver fængslet og deporteres til Sovjet, hvor han dør i fængsel i Krasnovodsk den 20. september 1942.
- 23. juli 1940 Lederne af de baltiske diplomatiske missioner i London og Washington protesterer mod den sovjetiske besættelse og annektering af deres lande.
- 23. juli 1940 Sumner Welles' (amerikansk viceudenrigsminister) deklaration. USA følger den politik, at man ikke vil anerkende besættelsen af De baltiske lande de jure. De fleste andre vestlige lande følger en lignende politik indtil de baltiske lande genvinder deres selvstændighed i 1991.
- 30. juli 1940 Estlands præsident Konstantin Päts, sættes i fængsel af NKVD og deporteres til Sovjet, hvor han dør på sindssygehospitalet i Kalinin den 18. januar 1956.
- 3. august 1940 Sovjetunionen annekterer Litauen.
- 5. august 1940 Sovjetunionen annekterer Letland.
- 6. august 1940 Sovjetunionen annekterer Estland.
- 6. september 1940 Sovjetunionen opnår transitrettigheder fra Finland til tropper og udstyr mellem Hangö og den sovjetiske grænse.
- 22. september 1940 Tyskland opnår transitrettigheder fra Finland til tropper og udstyr mellem Norge og havne i den Botniske Bugt.
- 12. november 1940 Tyskland afslår sovjetiske krav om at behandle Finland efter for godt befindende under forhandlinger i Berlin.
- 16. december 1940 Den russiske straffelov indføres med tilbagevirkende kraft i Estland, og dækker alle handlinger udført før den 21. juni 1940.
- 10. januar 1941 Sovjetunionen og Tyskland indgår en aftale om genbosættelse af Baltiske tyskere fra Estland og Letland.
- 14. juni 1941 Første massedeportationer af Nazister fra Estland (10.000), Letland (15.000) og Litauen (18.000) til Sibirien.
- 15. juni 1941 Guvernøren i New York, Herbert Lehman, erklærer 15. juni for De baltiske landes dag.
- 22. juni 1941 Operation Barbarossa, Tyskland invaderer Sovjetunionen.
- 24. – 25. juni 1941 Rainiai massakren på sovjetiske politiske fanger i Litauen
- 25. juni 1941 Fortsættelseskrigen starter mellem Finland og Sovjetunionen.
- 2. juli 1941 Generalmobilisering i Sovjetunionen.
- 4. juli 1941 Massedeportationer fra estiske øer.
- 7. juli 1941 Tyske tropper når det sydlige Estland.
- 9. juli 1941 Sovjetiske myndigheder forlader Tartu efter at have henrettet 199 politiske fanger.
- 10. juli 1941 Tyske styrker når Tartu.
- 17. juli 1941 Reichskommissariat Ostland etableres i Riga, Hinrich Lohse udpeges som Reichkommissar.
- 21. juli 1941 Stalin anmoder om Churchill's de jure anerkendelse af Sovjetunionens nye vestgrænse, Churchill svarer ikke.
- 14. august 1941 Roosevelt og Churchill bekendtgør Atlanterhavsdeklarationen.
- 31. august 1941 Det baltiske fastland er nu fuldt ud besat af tyske tropper.
- 20. november 1941 Heinrich Himmler besøger Estland.
- 25. november 1941 Den amerikanske viceudenrigsminister, Sumner Welles, bekræfter den amerikanske politik om ikke-anerkendelse af de baltiske besættelser.
- 19. december 1941 Alfred Rosenberg, den tyske minister for besatte områder i Østeuropa indfører civil arbejdspligt for alle indbyggere mellem 18 og 45 år i de besatte områder.
- December 1941 I løbet af seks måneders tysk besættelse er 10.000 personer, herunder 1.000 estiske jøder enten fængslet eller henrettet.
- 20. januar 1942 Reinhard Heydrich erklærer på Wannsee konferencen, at Estland er "Judenfrei".
- 25. februar 1942 Tysk ret indføres i Estland, Letland og Litauen, men anvendes kun på etniske tyskere.
- 16. marts 1942 Goebbels skriver i sin dagbog at de baltiske befolkninger er naive, hvis de tror at tyskerne vil tillade dem at genetablere nationale regeringer.
- 30. marts 1942 Himmler fremlægger en plan for germanisering af de østlige territorier, herunder etablering af tyske bosættelser efter krigen.
- 20. maj 1942 Molotov besøger London, Storbritannien afviser at anerkende legaliteten af den nye sovjetiske vestgrænse[130].